# Horní regál
Horní regál byl v době středověku soubor práv panovníka týkajících se získávání nerostů v zemích pod jeho kontrolou. V dobovém chápání měl pouze panovník právo na veškeré nerostné bohatství v zemi a pouze on mohl podle těchto práv propůjčovat privilegium k dolování dalším osobám. V takovém případě měl na vytěžené nerosty vladař nejen předkupní právo, ale část výtěžku získával i v rámci takzvané urbury, tedy stanoveného podílu na zisku, kterou mu musel horní podnikatel, kverk, odvádět. Regál zabraňoval svévolnému dolování nerostných ložisek, zároveň také umožňoval v případě potřeby provádět těžbu bez souhlasu majitele daného pozemku, na němž se těžba konala.